# Charlotte Christine Wilhelmine von Gilsa
Charlotte Christine Wilhelmine von und zu Gilsa (* 2. Januar 1752 in Gilsa; † 7. April 1822 in Homberg (Efze)) war vom 18. Oktober 1796 bis zu ihrem Tod Äbtissin des Stiftes Wallenstein im nordhessischen Homberg.

## Leben

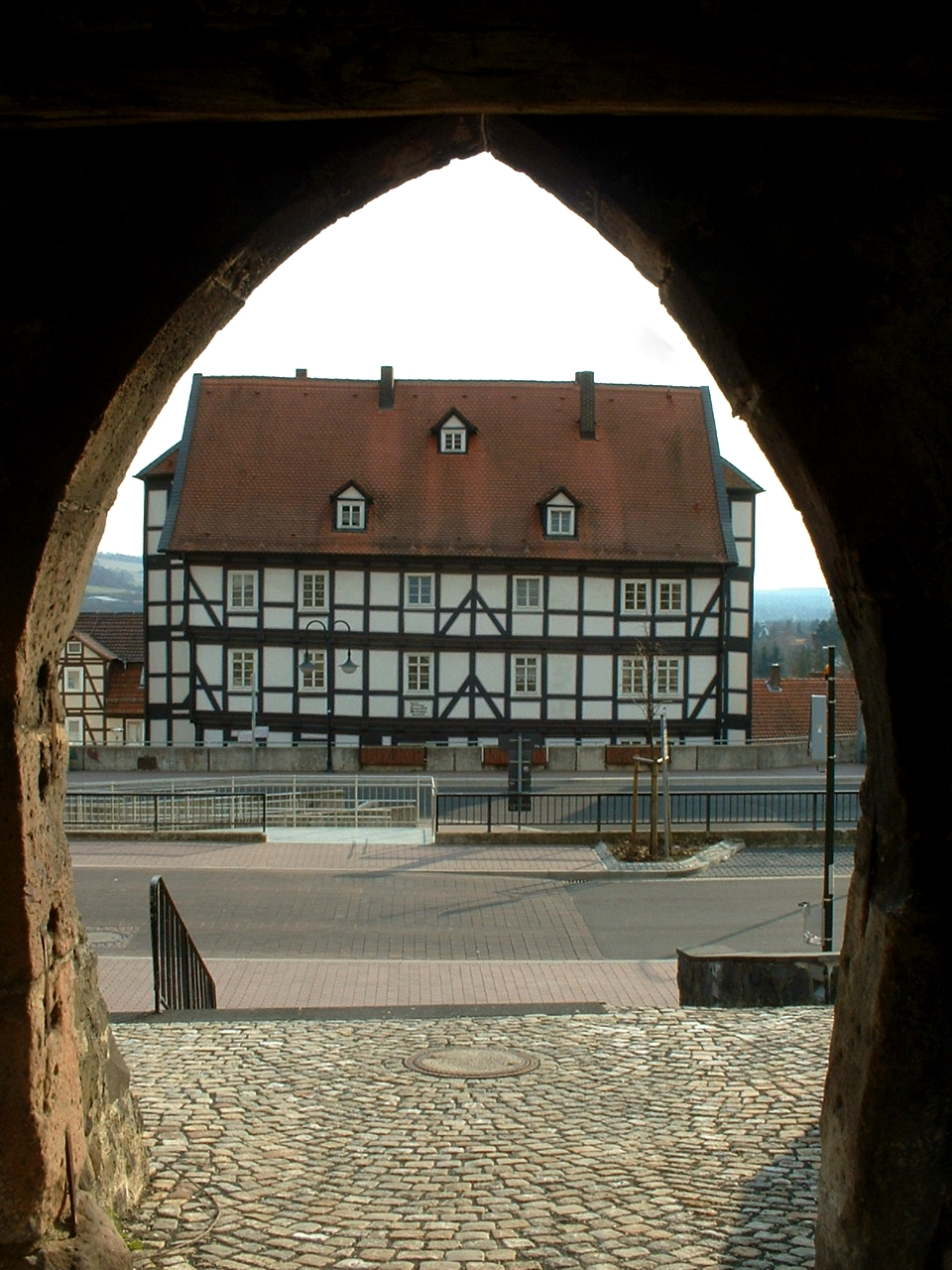
Gebäude des ehemaligen Stifts Wallenstein in Homberg (2006)

Charlotte von Gilsa war das sechste Kind von Carl Ludwig von und zu Gilsa (1717–1755) und Charlotte Dorothea, geborene von Löwenstein (1716–1779). Sowohl die Gilsa als auch die Löwenstein sind noch heute in der Althessischen Ritterschaft immatrikuliert.
Ab 1796 war sie Äbtissin des 1759 gestifteten Stiftes Wallenstein. Dort wirkte sie gemeinsam und vertrauensvoll mit der Dechantin Marianne vom und zum Stein (1753–1831), die ihr im August 1823 als Äbtissin nachfolgte.
1809 war sie an den Vorbereitungen des Dörnberg-Aufstands gegen Jérôme Bonaparte, König des napoleonischen Königreichs Westphalen, beteiligt. Die Verschwörer trafen sich zur Vorbereitung konspirativ im Stift Wallenstein. Die Stiftsdame Karoline von Baumbach soll die rot-weiße Fahne der Verschwörer gestickt haben, die Charlotte von Gilsa und Marianne vom Stein dem Dörnberg’schen Corps, rund anderthalb tausend schlecht bewaffneten Bauern und einem kleinen Kreis erfahrener Soldaten, auf dem Marktplatz von Homberg vor ihrem Abmarsch nach Kassel feierlich übergaben.
Nach dem schnellen Ende des Aufstandes am 22. April 1809 floh dessen Anführer Wilhelm von Dörnberg nach Böhmen. Charlotte von Gilsa, Marianne vom Stein, Karoline von Baumbach und andere Stiftsdamen wurden verhaftet. Das Stift wurde königlich-westphälischer Verwaltung unterstellt und sein Vermögen beschlagnahmt. Gilsa verbrachte Gefängnisaufenthalte in Kassel und Mainz, Stein in Kassel, Paris und Mainz. Beide wurden im Frühjahr 1810 wieder entlassen und zogen 1811 gemeinsam erst nach Wiesbaden, dann nach Diez. Nach dem Ende des Königreichs Westphalen und der Restitution von Kurhessen 1813 kämpften die beiden um die Wiedereröffnung des Stifts und 1814 kehrten sie dorthin zurück.

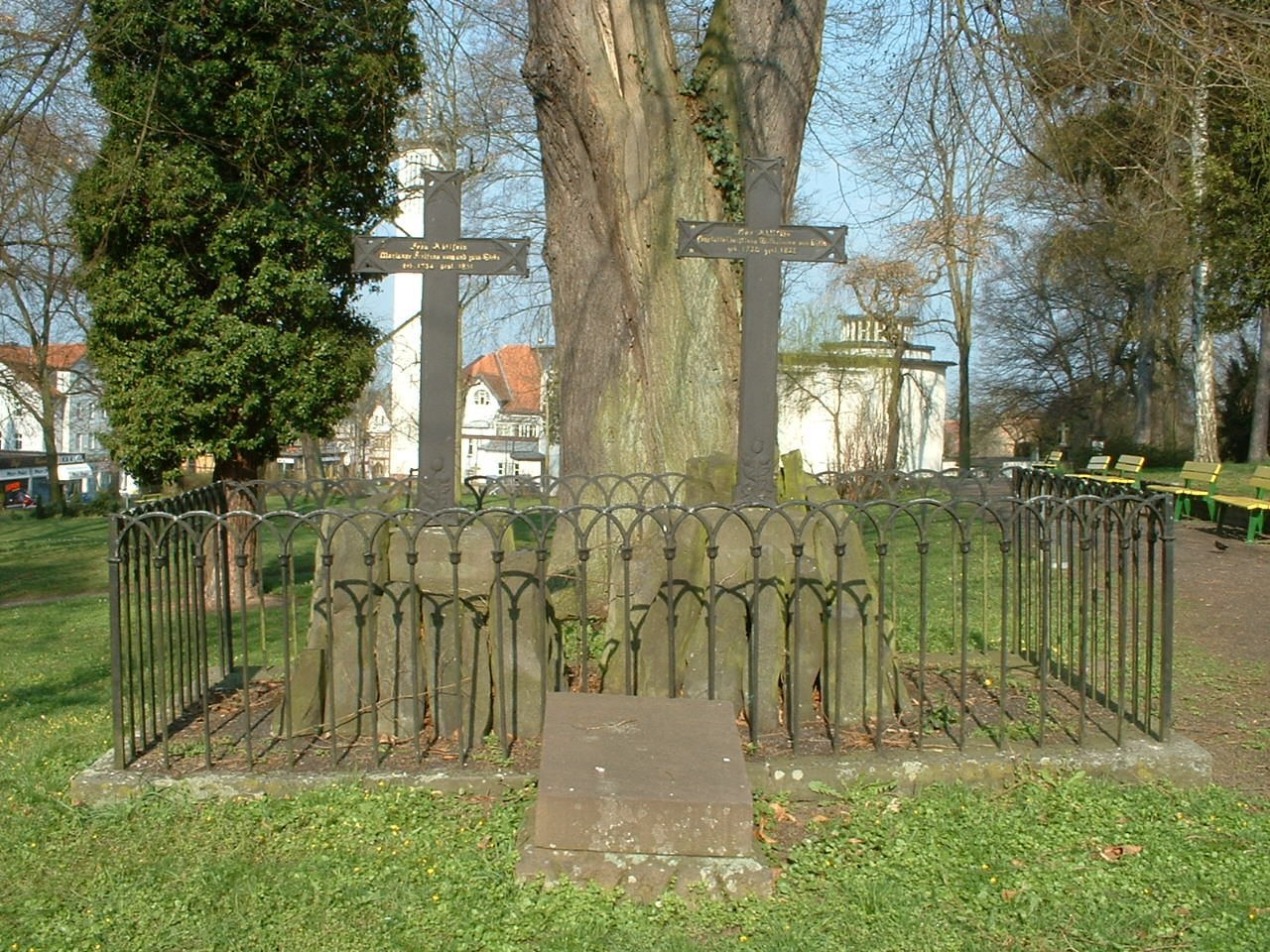
Grabstätte Marianne vom und zum Stein (links) und Charlotte Christine Wilhelmine von und zu Gilsa in Homberg (Efze)

Ihr lange Zeit verschwundenes gusseisernes Grabkreuz wurde 2009 in einem Garten in Bebra gefunden und befindet sich seitdem auf dem Erbbegräbnis der Familie in Gilsa.